# Lauzach
Lauzach település Franciaországban, Morbihan megyében. Lakosainak száma 1237 fő (2022. január 1.). Lauzach Berric, Noyal-Muzillac, Ambon, Surzur, La Trinité-Surzur, Sulniac és Theix-Noyalo községekkel határos.

## Népesség
A település népességének változása:
| Lakosok száma | 373  | 444  | 502  | 824  | 1038 | 1122 | 1146 | 1167 | 1177 | 1237 |
|               | 1968 | 1982 | 1990 | 2006 | 2013 | 2015 | 2017 | 2019 | 2020 | 2022 |